# Henri Édouard Naville
Pour les articles homonymes, voir Naville.
Henri Édouard Naville (né à Genève le 14 juin 1844, mort le 17 octobre 1926 à Malagny, commune de Genthod), est un égyptologue suisse, fils d'Adrien et de Sophie Naville, marié en 1873, à Marguerite, fille du Comte Alexandre de Pourtalès.
Arrivé en Égypte en 1868, sa première action fut de copier les textes religieux du temple d'Horus à Edfou qu'il publia sous le titre de Mythe d'Horus en 1870.
En 1882, il est invité à participer aux fouilles de la Fondation pour l'exploration de l'Égypte (Egypt Exploration Fund) à Tell el Maskhuta.
En 1885 et 1886, il explore le Wadi Tumilat, puis jusqu'en 1889, le site de Bubastis.
Pendant plusieurs années, de 1903 à 1906, il fouille le temple de Montouhotep II sur le site de Deir el-Bahari.

## Formation européenne d'un égyptologue
Inscrit en automne 1861 à l'Académie de Genève, pour y suivre un programme pour ainsi dire propédeutique (littérature classique et sciences naturelles) et peut-être ensuite, selon le vœu de son père qui entendait qu'il se rendît « utile à son pays », des études de droit, il est détourné très tôt de cette ligne par le premier séjour qu'il fait à Londres en septembre 1862.
C'est en effet à Londres qu'il découvre sa vocation pour l'histoire, particulièrement l'histoire de l'Antiquité. Il obtient de son père de pouvoir poursuivre ses études au King's College, attiré qu'il est par la qualité de l'enseignement, qui comporte beaucoup de travaux pratiques – contrairement aux usages des académies francophones et genevoise, où le cours ex cathedra règne en maître. C'est aussi à Londres qu'il prend conscience du faible niveau des études classiques à Genève, comparé à celui des collèges anglais, et plus tard des universités allemandes. En Angleterre, il noue des contacts très utiles qui doivent lui permettre, quelques années plus tard, de financer ses fouilles en Égypte par le biais de l'Egypt exploration Fund.
Après un séjour à Rome en novembre – décembre 1864, où il visite les antiquités et fait la connaissance notamment de l'épigraphiste Gian Battista de Rossi, qui prépare alors le VIe volume du Corpus inscriptionum latinarum, il passe quelques semestres fructueux à Bonn, dont l'université était alors, sous l'impulsion de B. G. Niebuhr, un haut lieu de la philologie classique. Là aussi, au contact de maîtres tels qu'Arnold Schaefer, qui donne précisément un cours sur l'histoire de l'Égypte, de l'Assyrie et de la Perse, et Otto Jahn, un « savant hors classe », il se rend compte de la nécessité d'approfondir ses compétences philologiques et de rattraper son retard, s'il veut réaliser son rêve de se consacrer à l'histoire de l'Antiquité. « Bien qu'écourtée par la guerre entre la Prusse et l'Autriche de 1866, cette année passée à Bonn ne l'en aura pas moins marqué profondément. Même établi dans le domaine de l'égyptologie, il ne cessera de penser et d'agir en philologue, pour qui la recherche et l'interprétation des textes anciens forment la base de toute intelligence des civilisations passées. Cette priorité accordée aux textes explique souvent les choix qu'il devait faire au cours de sa carrière ».
En novembre 1866, il est à Paris, où il doit s'astreindre à d'austères travaux scolaires pour préparer les examens qui lui permettront ensuite de se spécialiser en égyptologie. Là, c'est Emmanuel de Rougé, professeur au Collège de France, qui l'a le plus marqué. Il se procure la Grammaire de Champollion et salue avec enthousiasme la découverte et la publication par Lepsius du décret dit de Canope, en grec et en égyptien, qui « confirme d'une manière éclatante la méthode actuelle ».
Le séjour de Berlin, dès l'automne 1867, est absolument décisif pour la formation d'Édouard Naville et pour sa vocation d'égyptologue. Y enseignent non seulement Theodor Mommsen, grand maître de l'épigraphie romaine, et l'illustre Johann Gustav Droysen, qui donne alors un cours sur la Révolution française, mais surtout Richard Lepsius, l'un des meilleurs égyptologues de son temps : enfin c'est beaucoup dire que Lepsius « enseigne ». Car il a le sentiment d'être si peu suivi par les étudiants, que son cours est plus que languissant. Il faudra qu'Édouard Naville sollicite un contact, lui parle de sa motivation et de ses aspirations, pour que le maître reprenne soudain goût à l'enseignement, et devienne bientôt si exigeant que Naville sera bientôt son seul élève, et même son disciple. C'est Lepsius qui le dirige vers l'étude des textes religieux, qui le met sur la piste du Livre des morts des Anciens Égyptiens, c'est lui qui l'encourage à entreprendre très tôt des voyages en Égypte, jugeant avec pertinence que seule la vision des lieux permet une véritable connaissance du passé historique.

## Découverte de l'Égypte
Le premier voyage dure six mois, de novembre à avril 1869 et le conduit jusqu'à la seconde cataracte du Nil, près des temples d'Abou Simbel. Avec son dessinateur, Edmond Reuter – il a renoncé à la photographie, dont un confrère lui a dit le peu d'utilité pour la discipline – il travaille d'arrache-pied à relever des hiéroglyphes, des peintures et des bas-reliefs dans toute une série de temples, en particulier des textes relatifs au mythe d'Horus recueillis dans le temple d'Edfou, qui feront l'objet de sa première publication. Ce travail de terrain, auquel il se consacre avec le sentiment de l'urgence devant l'état de dégradation des vestiges, est un élément très important de sa formation en égyptologie. Il rapporte à Malagny (à côté de Genève) cinq caisses de dessins et d'estampes et se met aussitôt au travail de publication, avec les encouragements de Lepsius et le concours d'un helléniste bernois, d'un établissement lithographique et d'un éditeur genevois. Un deuxième voyage en Égypte, à l'occasion de l'ouverture du canal de Suez, lui permet de vérifier ses transcriptions et ses lectures à Edfou. Le résultat, publié en 1870, attire l'attention du monde savant sur le jeune homme. À partir de 1882, il aide l’helléniste Jules Nicole à constituer une collection privée de papyrus grecs d’Égypte, dont Nicole fait don en 1917 à la bibliothèque publique et universitaire de Genève.

## Titres de gloire
Voilà Édouard Naville mis sur orbite, et aussitôt il se lance avec détermination dans des discussions savantes avec ceux qui ont été ses mentors. Son œuvre, telle que la décrit Denis van Berchem, comporte trois lignes de force principales. Tout d'abord le recours constant à la philologie et aux textes pour comprendre l'ancienne civilisation égyptienne, fruit de sa formation à Londres et à Bonn. On doit à Édouard Naville la publication de nombreux documents religieux, conservés sur papyrus ou gravés dans la pierre : ces réalisations, commencées en 1870 par les textes relatifs au mythe d'Horus, se poursuivent avec la Litanie du Soleil en 1875, et culminent avec l'édition, en 1886, du livre des morts, entreprise en collaboration avec trois autres savants étrangers qui tous sont morts à la tâche, publiée sous les auspices de l'Académie de Berlin qui avait fourni les fonds nécessaires.
La deuxième ligne de force de cette œuvre est la recherche archéologique sur le terrain, dirigée d'abord par son attachement aux textes bibliques. C'est cette préoccupation qui incite Édouard Naville à entreprendre ses premières fouilles archéologiques avec le financement de l'Egypt exploration Fund, dans le delta du Nil : il s'agit de retrouver les traces du séjour des Israélites en Égypte, évoqué dans le Pentateuque et de reconstituer leur route au temps de l'Exode. Avec la découverte de fragments du naos de Sopdou, il soutient ainsi avoir retrouvé le terme hiéroglyphique étant à l'origine de la Terre de Goshen. Ce faisant, il donne à nouveau la priorité aux textes et aux inscriptions, ce qui lui vaut bien des critiques et des oppositions. Oppositions qu'il bravera et surmontera par la suite. Avec l'appui de Gaston Maspero, qui dirige les Antiquités au Caire, il mène à bien plusieurs fouilles importantes, dont celle de la nécropole de Thèbes en Haute-Égypte : c'est là qu'après douze hivers de recherches, il déblaie le grand temple de Deir el-Bahari, avec le monument funéraire de la reine Hatchepsout, puis découvre le temple funéraire d'un des Montouhotep de la XIe dynastie, ainsi que la chapelle de la déesse-vache Hathor, protectrice des défunts et gardienne de la nécropole, reconstituée depuis au Musée égyptien du Caire.
Entre 1900 et 1914, il est maire de Genthod.

## Autres travaux
Enfin, son intérêt pour les textes bibliques, fruit de son éducation protestante, le conduit aussi à un type d'étude philologique sur l'Ancien Testament, étude qui attirera l'attention par sa nouveauté. Dans ce domaine, son ouvrage principal, paru d'abord en anglais en 1913, porte le titre Archéologie de l'Ancien Testament. L'Ancien Testament a-t-il été écrit en hébreu ? Se fondant sur des tablettes contemporaines des XVIIIe et XIXe dynasties découvertes à Amarna et ailleurs, il juge que la langue écrite en Palestine au temps de Moïse ne peut être que du babylonien cunéiforme. Selon lui, les livres parvenus jusqu'à nous seraient le résultat de deux traductions faites au fur et à mesure que s'est généralisé l'usage d'alphabets simplifiés, la première en araméen, la seconde en hébreu classique. Ces hypothèses lui attirent « de virulentes critiques, auxquelles il répondit avec une égale vivacité ».
Dès 1891, Édouard Naville enseigne l'égyptologie à la faculté des lettres de l'Université de Genève et à partir de 1912 il exerce la fonction de professeur d'archéologie à la même faculté. Ses qualités sont reconnues par l'Institut de France qui le nomme correspondant, puis associé étranger de l'Académie des inscriptions et belles-lettres. Il faut encore relever le don fait en 1929 à la Bibliothèque publique et universitaire de son incomparable bibliothèque d'égyptologie, qui « contient tout l'essentiel des connaissances et des progrès en égyptologie. Tous les grands égyptologues y figurent, depuis Champollion le jeune, Auguste Mariette, Lepsius, Lenormand, jusqu'à Maspero, Flinders Petrie, Adolphe Erman, et tous les ouvrages qui, de près ou de loin, ont touché à l'égyptologie, sans parler des autres sujets auxquels s'intéressait Naville : archéologie préhistorique et classique, archéologie biblique, sémitisme, etc., qui y sont aussi fort bien représentés ». Après avoir relevé l'énorme valeur de cet ensemble et la lourde charge financière que représente son entretien pour le chercheur, le directeur de la Bibliothèque ajoute : 
« Le sort veut malheureusement trop souvent qu'après la mort de celui qui a, parfois à grand peine et toujours si « amoureusement » réuni une collection de livres dont la valeur individuelle est considérablement accrue par le fait même de leur réunion, le sort veut, dis-je, trop souvent que la bibliothèque d'un savant soit après lui dispersée, soit par partage, soit, ce qui est plus triste, au feu des enchères ou au gré des marchands. Une part même du travail de son possesseur est ainsi annihilée, et en même temps tout ce qu'il y avait mis de lui-même, tout ce que représentaient de souvenirs les livres feuilletés et les exemplaires dédicacés. »
Et de se réjouir que, dans le cas de cette œuvre immense, œuvre de pionnier à Genève, les ouvrages réunis à grands frais par Édouard Naville restent groupés dans une bibliothèque publique et scientifique.

## Distinctions
1887 : docteur honoris causa de l'université de Genève

## Publications
- Avec Theodore Monroe Davis et Howard Carter, « The Tomb of Hâtshopsîtû », Theodore M. Davis'excavations, Bibân El Molûk, A. Constable, Londres, 1906.
- Das ägyptische totenbuch der XVIII bis XX, 1, Akademische Druck-u. Verlagsanstalt, Graz, 1971.
- (en) The Cemeteries of Abydos. Part I - 1909-1910, Londres, The Offices of the Egypt Exploration Fund, coll. « Memoir of The Egypt Exploration Fund » (no 33), 1913 (lire en ligne).

### Sources
Une partie de cet article est extraite du livre posthume :
- Drapiers, magistrats, savants. La famille Naville, 500 ans d'histoire genevoise, de Jean de Senarclens (1916-2005), parution en septembre 2006 aux Éditions Slatkine, Genève. Les détenteurs des droits de ce livre ont autorisé que son contenu soit librement exposé sur Wikipédia.